# Geronimo Stilton
Geronimo Stilton és un fenomen editorial infantil que va començar a Itàlia, de la mà de l'editorial Edizioni Piemme, l'any 2000. Des de llavors s'ha estès a altres països, entre els quals Espanya i Catalunya, on els seus llibres es van publicar per primera vegada l'any 2003 de la mà de l'editorial Destino Infantil & Juvenil. Actualment els seus llibres –se n'han publicat ja més de 95– han venut més d'un milió d'exemplars a Espanya.
Geronimo Stilton és un ratolí que viu a una misteriosa Illa dels Ratolins on tothom pertany a aquesta espècie animal, encara que actuen com éssers humans. L'humor i l'estètica visual, que dona molta importància a les il·lustracions i als jocs gràfics dintre del text, són algunes de les claus del seu èxit. A part dels llibres més petits, també hi ha els "viatges al Regne de la Fantasia", llibres en què Geronimo viu experiències emocionants en un món fantàstic.
Darrere el nom de Geronimo Stilton s'hi amaga l'escriptora italiana Elisabetta Dami.

## Títols publicats
Aquests són els títols que s'han anat publicant de Geronimo Stilton i de Tea Stilton en les diferents col·leccions, segons consta a la pàgina web oficial.

### Els grocs
1. El Meu nom és Stilton, Geronimo Stilton.
2. A la recerca de la meravella perduda.
3. El misteriós manuscrit de Nostraratus.
4. El Castell de Roca Agarrada.
5. Un viatge demencial a Ratkistan.
6. La cursa més boja del món.
7. El somriure de Mona Ratisa.
8. El galió dels gats pirates.
9. Fora les potes cara de formatge!
10. El misteri del tresor desaparegut.
11. Quatre ratolins a la Selva Negra.
12. El fantasma del metro.
13. L’amor és com el formatge.
14. El castell de Potaxixa Mixa-Mixa.
15. Atenció als bigotis... Arriba Ratinyol!
16. Seguint la pista del ieti.
17. El misteri de la piràmide de formatge.
18. El secret de la família Tenebrax.
19. No volies vacances, Stilton?
20. Un rat educat no es tira petarrots.
21. Qui ha raptat a esllanguida?
22. L'estrany cas de la Rata Pudent.
23. Atontorrat qui arribi l’últim.
24. Quines vacances més superràtiques!
25. Halloween... quina por!
26. Quin cangueli al Kilimanjaro!
27. Quatre ratolins al salvatge oest.
28. Els millors jocs per a les vacances.
29. L'estrany cas de la nit de Halloween.
30. És Nadal, Stilton.
31. L'estrany cas del calamar gegant.
32. Per mil formatges de bola... he guanyat la Lotorato!
33. El misteri de l’ull de maragda.
34. El llibre dels jocs de viatge.
35. Una extraràtica jornada... de campió.
36. El misteriós lladre de formatges.
37. No volies karate, Stilton?
38. Un granissat de mosques per al comte.
39. L'estrany cas del volcà pudent.
40. Salvem la balena blanca!
41. La mòmia sense nom.
42. L’illa del tresor fantasma.
43. Agent secret Zero Zero K.
44. La vall dels esquelets gegants.
45. La marató més boja del món.
46. Acampada a les cascades del Niàgara.
47. L'estrany cas dels jocs olímpics.
48. L'estrany cas del tiramisú.
49. El temple del robí de foc.
50. El secret del llac desaparegut.
51. El misteri dels elfs.
52. No sóc un Súper-rat.
53. El robatori del diamant gegant.
54. Cap a l'escola del formatge.
55. L'estrany cas del ratolí desafinat.
56. El tresor dels turons negres.
57. El misteri de la perla gegant.
58. Geronimo se'n va de casa.
59. A tot gas, Geronimo!
60. El castell de les 100 històries.
61. Un ratolí a l'Àfrica.
62. Operació Panettone.
63. El misteri del violí desaparegut
64. Final de Supercopa... a Ratalona!
65. El misteri del tresor desaparegut.
66. Agent secret Zero Zero K.
67. La vall dels esquelets gegants.
68. Misteri al Prado.
69. La màgica nit dels elfs.
70. El Concurs dels Súpercuiners.
71. L'estrany cas del lladre de xocolata.
72. És Nadal, Stilton!
73. El tresor de Rapa Nui.
74. Hi ha un pirata a internet.
75. El secret de Leonardo.
76. GS24. Quines vacances més superràtiques!
77. Unes vacances tremendes a Vil·la Ronyosa.
78. El misteri del papir negre.
79. Alarma, ratolí a l'aigua!
80. Cita amb el misteri.
81. Ai, ai, ai, quina aventura a Hawaii!
82. La nit de les carabasses llop.
83. No volies mel, Stilton?
84. Atrapat... al museu.
85. Es busca entrenador per a les olimpíades.

### Cosmo-Rats
1. L’amenaça del planeta Blup.
2. Una extraterrestre per al capità Stiltònix.
3. La invasió dels desagradables Poing-Poing.
4. Desafiament galàctic a l’últim gol.
5. El planeta dels cosmosaures rebels.
6. El misteri del planeta submergit.
7. Perill, deixalles espacials!
8. La màgica nit de les estrelles dansaires.
9. Stiltònix contra el monstre Nyam.
10. Desafiament estel·lar de bigotis.

### Prehisto-Rats
1. Fora les potes de la pedra foguera.
2. Compte amb la cua, cauen meteorits!
3. Per mil mamuts, se’m glaça la cua!
4. Stiltonut, estàs de lava fins al coll.
5. Se m’ha espatllat el Trotasaure.
6. Comencen les Prehistolimpíades.
7. Dinosaure que bada res no enxampa.
8. Trapellasaures a la càrrega.
9. Mossegasaures al mar... un tresor per salvar.
10. Venen notícies que faran bramar, Stiltonut!
11. A la recerca de l'ostra megalítica.
12. Per mil pedres espedregades... el Globusaure es tira pets!
13. Compte amb la pell, arriba el Gran Barrabum!
14. No desperteu les mosques roncadores!
15. Qui ha robat l'aigua del riu?

### Viatge en el temps
1. Viatge en el temps.
2. Viatge en el temps 2.
3. Viatge en el temps 3.
4. Viatge en el temps 4.
5. Viatge en el temps 5.
6. Viatge en el temps 6.
7. Viatge en el temps 7.
8. Viatge en el temps 8.
9. Viatge en el temps 9.
10. Viatge en el temps 10.
11. Missió dinosaures. Viatge en el temps 11.
12. Missió pirates. Viatge en el temps 12.

### Còmics Geronimo Stilton
1. El descobriment d’Amèrica.
2. Estafa al Colosseu.
3. El secret de l’Esfinx.
4. La gran era glacial.
5. Qui ha robat la Gioconda?
6. Rere la pista de Marco Polo.
7. Dinosaures en acció!
8. L'estrany cas de la màquina dels llibres.
9. Torna-la a tocar, Mozart!
10. Has salvat els Jocs Olímpics, Stilton!
11. El tren més ràpid de l’oest.
12. El primer ratolí a la lluna.
13. El misteri de la Torre Eiffel.
14. El primer samurai.
15. Clac! Gravem, Geronimo Stilton.

### Cròniques del Regne de la Fantasia / Cavallers al Regne de la Fantasia
1. El Regne Perdut.
2. La porta encantada.
3. El Bosc que parla.
4. L’anell de llum.
5. L’illa petrificada.
6. El secret dels cavallers.
7. El laberint dels somnis.
8. L'espasa del destí.
9. El despertar dels gegants.
10. La corona d'ombra.

### Els grans clàssics
1. L’illa del tresor.
2. La volta al món en 80 dies.
3. Les aventures d’Ulisses.
4. Alícia al País de les Meravelles.
5. Donetes.
6. El llibre de la selva.
7. Robin Hood.
8. La crida del bosc.
9. Les cròniques del Rei Artús.
10. Els tres mosqueters.
11. Les aventures de Tom Sawyer.
12. Els contes més bonics dels Germans Grimm.
13. Un per tots i tots per Stilton.
14. Peter Pan.
15. Les aventures de Marco Polo.
16. Els viatges de Gulliver.
17. El misteri de Frankenstein.
18. Sandokan. Els tigres de Mompracem.
19. Vint mil llegües de viatge submarí.
20. Moby Dick.
21. Heidi.
22. Ullal Blanc.
23. Les aventures de Robinson Crusoe.
24. Les aventures del Corsari Negre.
25. El jardí secret.
26. Les aventures de Pollyanna.
27. Les aventures de Sherlock Holmes.
28. Cançó de Nadal.
29. GS. Aquelles donetes.
30. La Fletxa Negra.
31. Viatge al centre de la Terra.
32. La reina de la neu.
33. Les aventures de Huckleberry Finn.

### Les 13 espases
1. El secret del drac.
2. El secret del fenix.
3. El secret del tigre.
4. El secret del llop.

### Llibres especials
1. Els acudits més extraràtics.
2. Sabies que…?
3. Un sant Jordi de bigotis.
4. La gran invasió de Ratalona.
5. Un meravellós món per a Oliver.
6. El llibre i la rosa.
7. Dinosaures.
8. Una tendra, tendra, tendra història sota la neu.
9. El meu primer atles.
10. El secret del coratge.
11. El meu primer atles dels animals.
12. L'estrany cas del tió desaparegut.
13. Els acudits més extraràtics 2.
14. El gran llibre de l'espai.
15. Tea Stilton al regne de l'Atlàntida.
16. Diari extraràtic.
17. Els acudits més extraràtics 3.
18. El gran llibre dels esports.
19. Els acudits més extraràtics 4. Especial animals.
20. Les receptes més extraràtiques.
21. 1.000 acudits per pixar-se de riure.
22. Salva el planeta. Descobreix per què ets important!

### Superherois
1. Els defensors de Muskarrat.
2. La invasió dels monstres gegants.
3. L’atac dels grills talp.
4. Supernesquitt contra els tres terribles.
5. La trampa dels superdinosaures.
6. La trifulga de la disfressa groga.
7. Les abominables rates de la neu.
8. Supernesquitt i la pedra lunar.
9. Alarma, pudents en acció!
10. Quin tuf a Tufum.
11. La venjança del passat.

### Tenebrosa Tenebrax
1. Tretze fantasmes per a Tenebrosa.
2. Misteri a Castellcalavera.
3. El tresor del pirata fantasma.
4. Salvem el vampir!
5. El rap de la por.
6. Una maleta plena de fantasmes.
7. Esgarrifances a les muntanyes russes.
8. El tenebrós llibre dels Monstretons.
9. L'esgarrifós secret d'Enterrarats.

### Viatges al Regne de la Fantasia
1. Geronimo Stilton al Regne de la Fantasia.
2. Retorn al Regne de la Fantasia.
3. Tercer viatge al Regne de la Fantasia.
4. Quart viatge al Regne de la Fantasia.
5. Cinquè viatge al Regne de la Fantasia.
6. Sisè Viatge al Regne de la Fantasia.
7. Setè Viatge al Regne de la Fantasia.
8. Vuitè Viatge al Regne de la Fantasia.
9. El Gran Llibre del Regne de la Fantasia.
10. Rescat al Regne de la Fantasia. Novè viatge.
11. El gran retorn del Regne de la Fantasia.
12. Reconquesta del Regne de la Fantasia. Desè viatge.
13. El gran secret del Regne de la Fantasia. Onzè viatge.
14. L'illa dels dracs del Regne de la Fantasia. Dotzè viatge.
15. Les set proves del Regne de la Fantasia. Tretzè viatge.
16. Els guardians del Regne de la Fantasia. Catorzè viatge.
17. Regne de la Fantasia, El rescat d'Imaginària. Quinzè viatge.
18. Regne de la Fantasia, L'Última Aventura. Setzè Viatge.

### Aventures a Ratford (Tea Stilton)
1. L’amor entra en escena a Ratford.
2. El diari secret de Colette.
3. Tea Sisters en perill!
4. Duel a ritme de dansa!
5. El projecte súper secret.
6. Cinc amigues i un musical.
7. El camí de l’èxit.
8. Qui s'amaga a Ratford?
9. Una misteriosa carta d’amor.
10. Un somni sobre gel per a Colette.
11. Una aventura de pel·lícula.
12. Top model per un dia.
13. Salvem les tortugues.
14. El club de les poetesses.
15. La recepta de l'amistat.
16. El gran ball amb el príncep.
17. El fantasma de castell Falcó.
18. Totes podem ser campiones.
19. Més que amigues... germanes!
20. Un casament de somni.
21. SOS! Cadells.
22. El concert del cor.
23. Mil fotos per a una top model.
24. El tresor del dofins blaus.
25. Una lliçó de bellessa.
26. Una nit màgica a la neu.
27. Aquest cavall és un tresor.
28. Cinc amigues al camp de futbol.
29. Una desfilada de moda per a Colette.
30. Els dolços del cor.
31. Cinc dissenyadores de moda.
32. Passió pel ball.
33. Una regata per a cinc.
34. Les notes del cor.
35. Un cadell busca casa.
36. El secret de les papellones.
37. El màgic espectacle dels colors.
38. El mirall de la sirena.
39. Un somni a pas de dansa.
40. La carta secreta.
41. El trofeu de l'amistad.
42. Amigues per la moda.
43. Operació gran ball.
44. Misteri al far de les gavines.
45. El jardí secret.
46. Festa de Halloween.
47. Somiant amb la victòria.
48. El secret de l'amistad.
49. El quadre misterós.
50. Un cavall per a un somni.
51. Misteri sota les estrelles.
52. Una estrella sobre patins.

### Còmics de Tea Stilton
1. La revenja del Club de les Sargantanes.
2. El tresor de la nau vikinga.
3. El secret de l’illa de les balenes.
4. Esperant l’ona gegant.

### Princeses al Regne de la Fantasia
1. La princesa dels gels.
2. La princesa dels coralls.
3. La princesa del desert.
4. La princesa dels boscos.
5. La princesa de la foscor.
6. La reina de la son.
7. La bruixa de les marees.
8. La bruixa de les flames.
9. La bruixa dels sons.
10. La bruixa de les tempestes.
11. La bruixa de les cendres.
12. La bruixa de l'aire.
13. La bruixa de bruixes.
14. Princeses de l'Alba 1. Àstrid.
15. Princeses de l'Alba 2. Nemis.
16. Princeses de l'Alba 3. Sibil·la.

### Tea Sisters
1. Dissenya la moda amb les Tea Sisters.
2. El diari secret de les Tea Sisters.
3. El secret de les fades del llac.
4. El kit de dansa de les Tea Sisters.
5. El secret de les fades de la neu.
6. El secret de les fades dels núvols.

### Tea Stilton (Els Rosa)
1. El codi del drac.
2. La muntanya que parla.
3. La ciutat secreta.
4. Misteri a París.
5. El vaixell fantasma.
6. Un bon embolic a Nova York.
7. El tresor de gel.
8. Els nàufrags de les estrelles.
9. El secret del castell escocès.
10. El misteri de la nina desapareguda.
11. La caça de l'escarabat blau.
12. La maragda del príncep indi.
13. Misteri a l'Orient Exprés.
14. Misteri entre bastidors.
15. La llegenda de les flors de foc.
16. Missió flamenc.
17. Cinc amigues per a un lleó.
18. Rere la pista de la tulipa negra.
19. Xocolata a carretades.
20. Els secrets de l’Olimp.
21. Amor a la cort dels Tsars.
22. Una aventura al Carib.
23. Misteri a Hollywood.
24. Acampada a Madagascar.
25. Carnaval a Venècia
26. Persecució pel gel.
27. El tresor perdut.
28. Dos cors a Londres.
29. Missió Niàgara.
30. Princeses a Viena.
31. El cant de les balenes.
32. Somni d’amor a Lisboa.
33. Caça del tresor a Roma.
34. La llegenda del jardí xinès.
35. El secret de la Selva Negra.
36. Destí Malàisia.
37. El secret de Florència.
38. Viatge a Mèxic.
39. El tresor de Cartago.
40. A Barcelona amb un gran xef.
41. La llegenda del fantasma irlandés.
42. El sol de mitjanit.
43. La gruta de les estrelles.
44. Vacances a la Costa Blava.
45. Aventura als EUA.
46. Gran ball al castell.
47. Trobada a Brussel·les.
48. Persecució a l’Argentina.
49. El secret de l’or pur.
50. El lladre de l’illa blava.
51. El misteri de les pedres màgiques.
52. El fantasma de Praga.
53. El robatori del diamant rosa.
54. L'enigma dels escacs.
55. Cita a París.

### Primers lectors
1. La Ventafocs.
2. Peter Pan.
3. La Caputxeta Vermella.

### Encant
1. El secret de les princeses.
2. Les guardianes dels somnis.
3. La màgia dels records.
4. L'enigma del foc.
5. El castell de l'engany.
6. El fiord de les sirenes.
7. La nit de l'eclipsi.

### Agència del cor
1. Agència del cor.
2. La màscara d'argent.
3. Una estrella en perill.
4. Rere les notes del misteri.
5. L'amiga desapareguda.
6. Operació Sant Valentí.
7. El misteri del vestit.
8. La trobada secreta.

### Històries del cor
1. Orgull i prejudici.
2. Romeu i Julieta.
3. El fantasma de l'òpera.